# Семиполозы
Семиполозы — посёлок в Брянском районе Брянской области, в составе Новосельского сельского поселения. Расположен в 4 км к северо-западу от села Страшевичи, на левом берегу Судости. Постоянное население с 2000 года отсутствует.
Впервые упоминается в 1920-х гг. как хутор Барышенский. До 1954 года в Шапкинском (Барышенском) сельсовете; в 1960—1966 гг. в Жирятинском сельсовете.
| Годы      | 1926 | 1979 | 1989 | 2002 | 2010 |
| --------- | ---- | ---- | ---- | ---- | ---- |
| Население | 91   | 6    | 2    | 0    | 0    |